# 川瀬白秋
川瀬 白秋（かわせ はくしゅう、1930年4月25日 - 2013年7月31日）は、東京出身の日本の筝曲、胡弓演奏家。
母の前田白秋に筝曲、胡弓を、川瀬里子に九州地歌を、岩井真吾に声楽、作曲を学ぶ。
都立駒場高校卒業。本名は薫（かおる）。昭和38年に2代白秋を襲名し、生田流白秋会家元となる。平成11年胡弓独奏「鶴の巣ごもり」などで芸術選奨。16年歌舞伎下座における三曲演奏、とくに胡弓のすぐれた技術、ならびに「楊貴妃(ようきひ)」「二枚櫛(にまいぐし)」の作曲・演奏で芸術院賞。
内弟子に白秋会代表の川瀬露秋（かわせろしゅう）を持つ。
代表曲に「千鳥の曲」「鶴の巣籠」「松竹梅」などがありどれも日本舞踊愛好家に絶大な信頼と実績と人気を博している。
また、現代を生きる若者にはあまりなじみのないジャンルなのであまり知られていない。